# Бример, Сильвия
Сильвия Бример (англ. Sylvia Breamer; 9 июня 1897 — 7 июня 1943) — австралийская актриса, снимавшаяся в американском немом кино начиная с 1917 года.

## Детство и ранняя карьера в Австралии
Сильвия Поппи Бремер родилась 9 июня 1897 года в пригороде Сиднея Дубл Бэй в семье Фредерика Глассе Бремера и Джесси Бремер (в девичестве Платт). С юного возраста она обучалась актёрскому мастерству с Уолтером Бентли, а затем в Сиднейской театральной школе под руководством Дугласа Анселона и Стеллы Чепмен. С 13 лет начала участвовать в различных декламациях и появляться на сцене театров, играя в постановках Дж. К. Уильямсона по всей Австралии и Новой Зеландии. Проект Manly Biographic Dictionary сообщает, что в начале 1910-х годов Бремер жила со своей матерью Джесси и отчимом Артуром Джорджем Круком Плункеттом в Восточной Эспланаде, в Мэнли. К 1915 году она обратила на себя внимание рецензентов, особенно после того, как она заменила Мюриэль Старр в главной роли в сиднейском спектакле Джорджа Бродхарста «Bought and Paid for». На тот момент она уже была достаточно известна и появлялась в газетах в рекламе «Clement’s Tonic». В 1914 году Бремер вышла замуж за 46-летнего Э. В. Моррисона, американского актёра и режиссёра, который регулярно сотрудничал с Дж. К. Уильямсоном. Как и её австралийская современница Энид Беннетт, она решила попытать удачи в Соединённых Штатах, и в октябре 1916 года пара отправилась в Сан-Франциско. Предположительно брак был недолгим, поскольку в феврале 1917 года Моррисон вернулся в Австралию уже без неё.

## Актриса немого кино

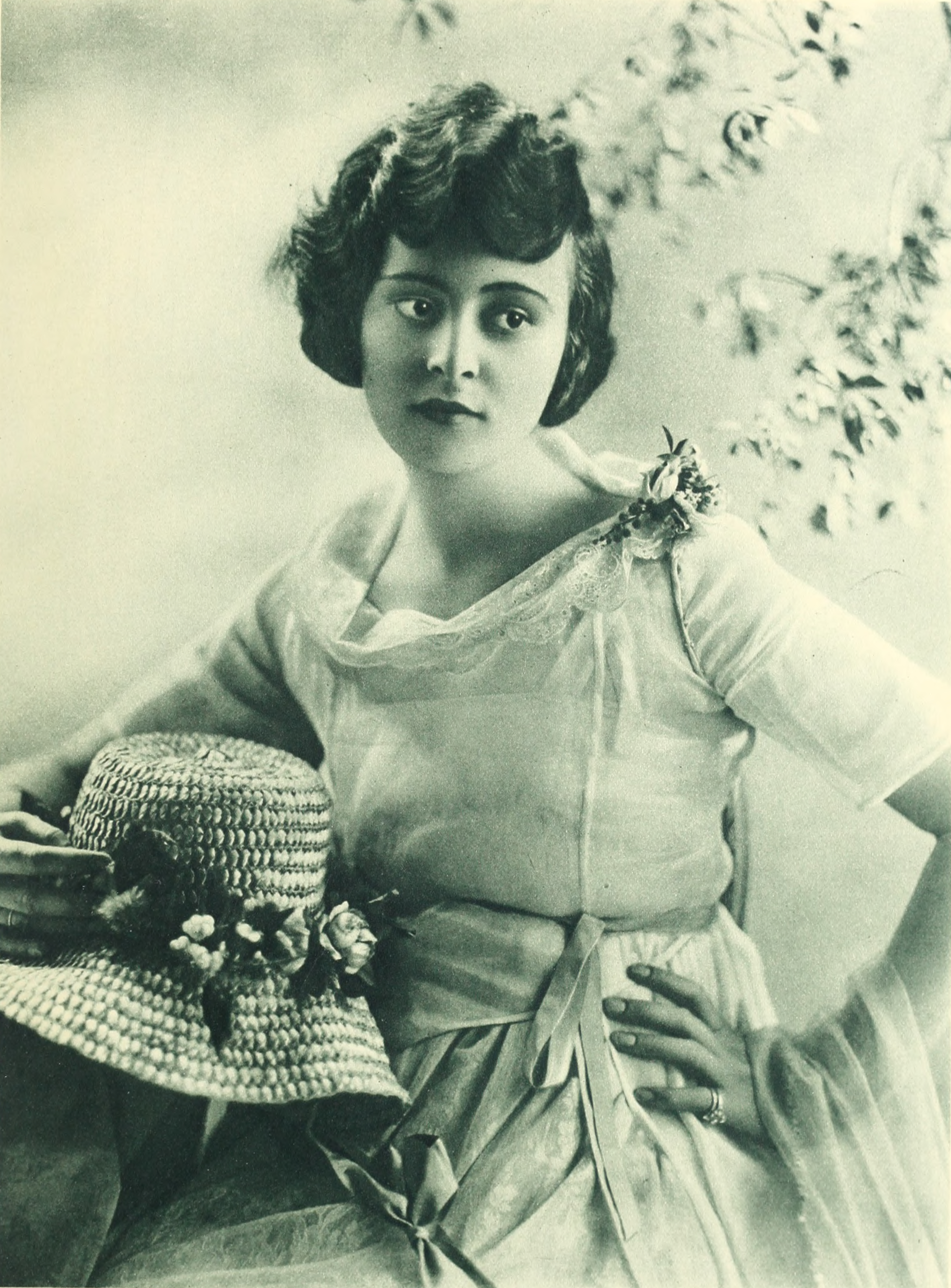
Сильвия Бример на обложке журнала Photoplay, 1918.

В течение нескольких месяцев после прибытия в США Бремер выступала в театрах Бостона и стажировалась у Томаса Х. Инса.
Её первым фильмом стала картина Инса The Pinch Hitter, вышедшая в апреле 1917 года. Там она сыграла главную женскую роль вместе с Чарльзом Рэем. В 1918 году она изменила написание своей фамилии на Бример, по-видимому, чтобы избавиться от немецкого произношения. После ухода Инса из Triangle Film Corporation, она снималась в различных фильмах, работая с такими режиссёрами, как Инс и Дж. Стюарт Блэктон, и с другими ведущими актёрами, включая Уильяма С. Харта, Уилла Роджерса, Джона Гилберта, Фрэнка Майо и Уоллеса Бири.  К 1924 году она снялась в 40 фильмах и получила актерское признание. В 1917 году Инс предсказал такое же блестящее будущее для Сильвии Бример, как и для Энид Беннетт; по первоначальным оценкам Бремер, как писал The Lone Hand , «серьёзно превзошла Беннетт, как актриса». Её последняя главная роль в кино была в фильме Засветившийся репортёр 1926 года, где она снялась вместе с Джонни Уолкером. Дальнейших ролей в кино актриса не получала и вернулась на театральную сцену, сыграв в нескольких пьесах в течение 1926-30 годов.
В начале 1930-х годов она критиковала жизнь и работу в Голливуде. По сообщениям, она сказала, что «теперь ненавидит фотографироваться и выполнять любые другие требования Голливуда. В Голливуде не может быть настоящей дружбы — ничего, кроме ревности и обмана».
В 1936 году появилась в небольшой роли в звуковом фильме «Слишком много родителей» с Фрэнсисом Фармером и Лестером Мэтьюзом в главных ролях.

## Поздние годы
В 1920-е годы сестра Бример, Дора, перебралась к ней в Соединённые Штаты, выйдя в 1925 году замуж за актёра Уильяма Дж. Келли. Мать и отчим Бример также переехали в США в середине 1920-х годов.
1 ноября 1924 года Бример вышла замуж за доктора Харри Мартина в отеле Glenwood Inn в Риверсайде (штат Калифорния) и объявила об уходе из кино. Их развод в 1926 году был публичным, а Мартин обвинил её в бессердечии. Позже Мартин долго прожил в браке с Луэллой Парсонс.
В 1931 году стало известно, что Бример состоит в отношениях с актёром Дугласом Вудом. В 1940 году она снова мелькала в новостях ввиду спора о деньгах, доставшихся ей от развода с начинающим политиком Эдмундом Р. Боханом.
Умерла в своём номере отеля Royalton Hotel в Нью-Йорке 7 июня 1943 года от сердечного приступа.

## Выборочная фильмография
- The Pinch Hitter[англ.] (1917)
- Холодная палуба[англ.] (1917)
- Узкий след[англ.] (1917)
- У нас не может быть всё[англ.] (1918)
- Храм сумерек[англ.] (1918)
- Раздельный дом (1919)
- The Common Cause[англ.] (1919)
- My Lady's Garter[англ.] (1919)
- Кровавый барьер (1920)
- Другая жена моего мужа (1920)
- Невидимые силы[англ.] (1920)
- Дьявол[англ.] (1921)
- между лицом[англ.] (1922)
- Шерлок Браун[англ.] (1922)
- Bavu[англ.] (1923)
- Девушка из Золотого Запада[англ.] (1923)
- Пылкая юность (1923)
- Её пылающий муж[англ.] (1923)
- Лилии с поля[англ.] (1924)
- Женщина в жюри[англ.] (1924)
- В комнате Мэйбл[англ.] (1926)